# Едуард Старший
Едвард Старший (англ. Edward the Elder, англосакс. Ēadweard se Ieldra; близько 874 або 870 — 17 липня 924), король Англії між 899 та 924 роками.
Едвард Старший був сином короля Альфреда Великого. Він став сьомим королем Вессексу по смерті Альфреда у 899 році.
Едвард остаточно прогнав данів із східних областей Англії, які вони завоювали напередодні. Таким чином він продовжив справу батька.

## Боротьба за престол
До моменту смерті короля Альфреда Едвард був уже досвідченим полководцем і правителем. Він брав участь у відбитті численних набігів вікінгів й навіть відіграв вирішальну роль у перемозі англосаксів над данами у битві при Фарнхемі 893 року. У жовтні 899 або 901 року Едвард Старший прийняв титул короля англів і саксів, однак у нього виник конкурент, який вважав, що має право сам зайняти престол. Це був його двоюрідний брат Етельвальд, син старшого брата Альфреда Великого, короля Етельреда I. У 901 році, він захопив королівські маєтки у Вімборні й Твінхемі та перетворив перший з них на укріплений табір. Етельвольд підбурив заколот проти Едварда. Однак, коли королівське військо з'явилось під Вімборном, Етельвольд не наважився вступити з ним у битву та вночі втік у Нортумбрію. Тамтешні дани визнали його своїм королем.
З їхньою допомогою Етельвольд розпочав війну з Едвардом, вторгся до Ессексу, а наступного, 902 року, його армія напала на Мерсію та північний Вессекс. Однак після переправи через Темзу та дійшовши до Брайдона, скандинави не наважились йти до центральних районів Вессексу, а повернули назад.
У відповідь на цей набіг Едвард здійснив похід до володінь данів у Східній Англії. Англосакси розграбували все на своєму шляху та не зустріли серйозного опору й повернули назад. Проте біля містечка Хольм у Західному Йоркширі кентський загін армії Едварда, який з незрозумілих причин відстав від основних сил, був атакований данами. У битві кентці зазнали нищівної поразки, але і втрати данів також були значними. Серед убитих з їхнього боку були король Східної Англії Еорік і сам Етельвольд, його загибель поклала край заколоту.
У той же час юти острова Вайт, які до того часу перебували під владою своїх правителів, незалежних від королів Вессексу, визнали над собою владу Едварда.

## Перемоги над вікінгами
905 року вікінги були розбиті саксами у Кенті й були змушені укласти у 906 році у містечку Тіддінгфорд мир з королем Едуардом. Якими були умови миру, невідомо, але, ймовірно, жодних певних гарантій та зобов'язань ані з одного, ані з іншого боку він не містив, оскільки вже 909 року військо Едуарда розграбувало деякі області данів, знищивши багато людей і худоби. У відповідь дани 910 року з'єднались із Оуеном (одним з князів Гвінеда), що повстав проти Едуарда, і стали спустошувати береги Ейвона та Северна у Мерсії. Цього разу піти безперешкодно із награбованою здобиччю їм не вдалось: Едуард, у союзі зі своєю сестрою, правителькою Мерсії Етельфледою, що управляла володіннями свого хворого і старого чоловіка Етельреда II, напав на данів поблизу містечка Теттенхолл і здобув над ними перемогу. За повідомленням Англосаксонського часопису, два королі Йорка (Хальфдан II і Еовіл) та чимало знатних данів (хольдів) загинули в битві. Оуен не хотів просити про помилування й убив себе, кинувшись на власний меч, а данці уклали з Едуардом Старшим мир на попередніх умовах союзу й визнали своє королівство підпорядкованим Вессексу.

## Розширення кордонів Вессексу
З моменту битви при Теттенхоллі ініціатива у воєнних діях цілком перейшла до рук англосаксів. У наступні роки Едуарду Старшому вдалось значно розширити територію свого королівства. Після смерті 911 року елдормена Мерсії Етельреда II до Вессексу були приєднані Лондон і Оксфорд. Правителькою тут залишилась Етельфледа, дружина Етельреда II і сестра короля Едуарда, яку за її красу і ратні подвиги прозвали Леді Мерсії. У 913 році Едуард Старший відвоював у данів Ессекс.

## Зміна тактики воєнних дій
Змінивши тактику боротьби з данами, Едуард, замість походів на Данелаг, став зводити фортеці на кордоні з володіннями данів. Це дозволило англосаксам оперативно реагувати на набіги вікінгів, розбиваючи їхні загони по одному і ще на кордоні Вессексу, тим самим значно послаблюючи військову силу Східної Англії і Нортумбрії.

## Війни вікінгів між собою
Ще одним фактором, що серйозно вплинув на остаточний результат англійсько-данського суперництва, стало протистояння у захоплених вікінгами районах Британії вихідців з Данії та Норвегії. На початку X століття норвежці розселились на півострові Віррел, звідки стали погрожувати не лише північним кордонам Мерсії, але й данському Йорку. З 910 року почався наступ норвежців на Данелаг, що змусило данів послабити свій натиск на землі Вессексу. Цим скористався король Едуард, яких зміг перейти до рішучіших дій на північних кордонах свого королівства.

## Зведення фортець
Головним суперником Вессексу в Данелагу був Союз п'яти міст: Дербі, Лінкольна, Стемфорда, Лестера й Ноттінгема, де було створено потужну військово-адміністративну систему за данським зразком. Кожним з п'яти міст керував свій граф, що мав власне військо, у кожному з них був свій суд, але був і вищий суд для всього союзу, а під час бойових дій обирався загальний командувач. Намагаючись послабити цей союз, Едуард почав будівництво численних фортець, з яких регулярно відряджав загони у володіння союзу. Вже 912 року були збудовані фортеці у Гартфорді та Вітемі, у 914—916 роках стіни фортець й укріплення були зведені у Бекінгемі, Бедфорді й Мелдоні, а у 917 році — у Точестері й Вігінгеймері. Деякі з них були так званими подвійними бургами, зведеними для контролю над судноплавними річками. Наприклад, у Хартфорді північна фортеця знаходилась між річками Мерен, Бін та Лі, а південна прикривала підступи на південь від Лі.
Зведення бургів супроводжувалось повним підкоренням місцевого населення. Так, після будівництва фортець у Бекінгемі й Бедфорді дани, що тут проживали, на чолі з ерлом Торкетелєм спочатку були змушені присягнути на вірність Едуарду, а потім і зовсім залишити межі Британії, відпливши на кораблях до Західного Франкського королівства. У 917 році подібним чином було встановлено контроль над данами Точестера, Колчестера, Нортгемптона, Гантінгтона й Кембриджа.

## Зведення фортець Етельфледою Мерсійською
Не менш активно будувала фортеці й Леді Мерсії Етельфледа, яка одночасно вела боротьбу як з данськими і норвезькими вікінгами, так і князями Уельсу. У 914 році скандинави жорстоко спустошили західні області Мерсії й лише втручання короля Едуарда дозволило відбити напад. З метою припинення подібних рейдів було організовано будівництво цілої мережі фортець у центральній та північній частинах Мерсії. Разом з 907 до 915 року під керівництвом Етельфледи було зведено 11 укріплених бургів, найбільшими з яких були Тамворт, Стемфорд, Еддісбері, Ворік, Чірбері й Ранкорн. Кожен з них прикривав важливий стратегічний напрямок. Наприклад, фортеці Стаффорд і Тамворт контролювали район річки Трент, форт Ворік захищав долину Ейвона, а Еддісбері й Ранкорн охороняли морське узбережжя та стежили за пересуваннями флотилій норвежців у Ірландському морі.

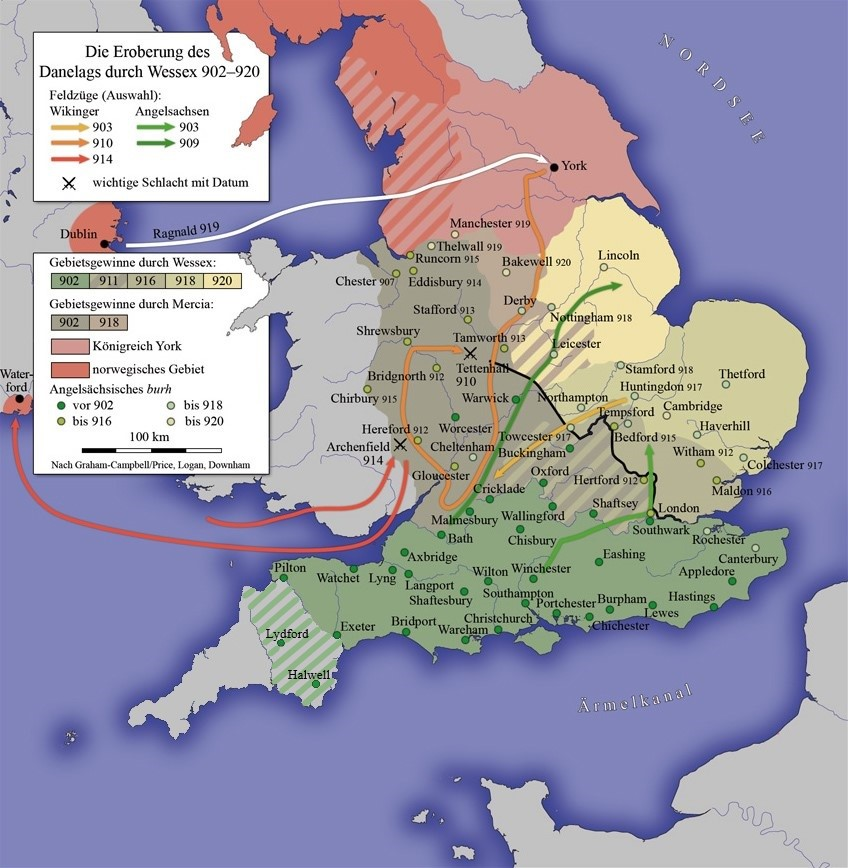
Завоювання Данелага

## ВзяттяП'яти місті визнання Едуарда верховним правителем Британії
До 917 року володіння данців у Мерсії та Східній Англії опинились в оточенні фортець англосаксів. Спроби скандинавів захопити деякі з бургів зазнали невдачі. Влітку 917 року військо Етельфледи захопило Дербі, а наступного року мерсійцям без бою здався Лестер. Тим часом Едуард Старший розповсюдив свою владу на долини річок Уз і Нен з містами Нортгемптон, Бедфорд, Геттінгтон, Колчестер і Кембридж. Після цього, у 918 році, йому підкорилась і вся Східна Англія. Потім король Едуард виступив проти Союзу п'яти міст і швидко взяв Стемфорд й Ноттінгем. Лінкольн було взято в облогу, він деякий час чинив опір, та після його здачі вся Середня Англія підкорилась Вессексу.
У результаті військової кампанії 917—918 років вся Східна Англія й частина Мерсії, що належала скандинавам, присягнули на вірність Едуарду. Бажання укласти мир з Вессексом висловили також дани Йорка. Однак несподівана смерть 918 року Етельфледи, яка вела перемовини, а потім захоплення Йорка у 919 році норвезьким конунгом Рагнальдом зруйнували сподівання Едуарда Старшого на негайне приєднання Нортумбрії. Едуард визнав Рагнальда I королем Йорка й правителем Данелагу.
Єдине, чого зміг домогтись Едуард Старший, то це переконати правителя скандинавів визнати над собою верховну владу короля Англії. Відповідно до Англосаксонського часопису, у 920 році у містечку Бейквелл «…король Шотландії з усіма скоттами, Регнальд, сини правителя північної Нортумбрії Еадвульфа й усі жителі Нортумбрії, як англи, так і дани, норвежці й інші, а також король Стратклайду та всі його люди, обрали Едуарда своїм покровителем і господарем…». Ще раніше верховну владу короля Едуарда визнали князі Уельсу. Однак таке підкорення королів Британії Едуарду Старшому не вело за собою реального підпорядкування цих держав королю Англії.

## Причини перемог Едуарда
Формальне визнання правителями Британії верховної влади короля Едуарда стало результатом ефективної політики короля Англії, що сполучала дипломатію з силою зброї. Порівняно з часами правління його батька, короля Альфреда Великого, обставини сприяли Едуарду: йому протистояла не Велика армія, а окремі загони скандинавів, які не могли чинити війську англосаксів серйозний опір. До того ж до початку X століття воєнне ремесло і здійснення спустошувальних походів на землі Вессексу вже не були для скандинавів основним засобом існування. Зайняті сільськогосподарським освоєнням нових земель, вони в більшій мірі були зацікавлені в підтриманні добросусідських стосунків з місцевим англосаксонським населенням та королівською владою, ніж упродовж тривалих і кровопролитних війн.

## Повне підкорення Мерсії
Важливою подією правління Едуарда стало включення території Мерсії безпосередньо до складу володінь короля Англії. У другій половині IX століття, опинившись фактично під владою Вессексу, мерсійська знать зуміла зберегти багато своїх привілеїв. Альфред Великий був змушений не лише надати їй низку прав і свобод, але й наділити мерсійського елдормена Етельреда майже королівськими повноваженнями. Подальший розвиток тісних зв'язків між Вессексом і Мерсією дав свої вагомі плоди як у військовій, так і в культурній галузях. Загони мерсійців брали активну участь у війнах Вессексу з данами, а представники мерсійської знаті, зокрема, Верферт і Плегмунд, відіграли видатну роль у культурно-просвітницькій діяльності короля Альфреда. У перші роки правління Едуарда Старшого політика короля стосовно Мерсії істотно не змінилась, але після смерті у 911 році елдормена Етельреда королівська влада почала поступовий наступ на особливі права мерсійської знаті. Вже у 911 році Лондон і Оксфорд, що належали Мерсії, були включені до складу Вессексу. Етельфледа, що взяла на себе управління по смерті свого чоловіка, не перешкоджала цьому. Коли ж Етельфледа померла 918 року, король Едуард захопив Тамворт, столицю Мерсії, та, за словами Англосаксонського часопису, «…всі місцеві жителі, що раніше підкорялися Етельфледі, підкорились і йому…». Восени 919 року до Вессексу як заручницю було відправлено Ельфвінну, дочку і спадкоємицю Етельфледи.
Це означало кінець мерсійської державності та створювало реальну загрозу інтересам місцевої аристократії. Саме тому 924 року в Честері проти влади Вессексу спалахнуло повстання, у якому поряд із жителями північно-західної Мерсії взяли участь і князі Уельсу, які остерігались опинитись у повному підпорядкуванні Едуарду. Повстання було доволі швидко придушено, але повстанські настрої у Мерсії проявлялись аж до кінця англосаксонської епохи.
Едуард видав постанови, відповідно до яких ринки мали знаходитись у поселеннях, укріплених стінами, що сприяло розвитку міст. Що року він усе більше підкоряв та обмежував британських скандинавів, тож багато з них вирішили виїхати до Нормандії і король охоче допомагав їм з переїздом. Таким чином, король Едуард успішно продовжив справу королів Егберта й Альфреда. За свідченнями сучасників він був майже рівним батькові у військовій доблесті, але значно поступався йому в освіченості. Все ж, вважається, що Едуард Старший став у 915 році засновником Кембриджського університету.
Тривожні події на півночі серйозно підірвали здоров'я короля, і 17 липня 924 року Едуард Старший помер на 24-му році свого правління. Його було поховано у Вінчестерському соборі. За деякий час помер і його син від другого шлюбу, й новим королем Англії було проголошено Етельстана, сина першої дружини Едуарда, Егвінн.

## Фамільне Дерево
| Еґберт | Еґберт | Еґберт | Еґберт | Еґберт     | Еґберт     |            |            | Редбурґа   | Редбурґа   | Редбурґа | Редбурґа | Редбурґа  | Редбурґа  |           |           | Ослак     | Ослак     | Ослак | Ослак | Ослак   | Ослак   |         |         | Втрачено | Втрачено | Втрачено | Втрачено | Втрачено | Втрачено |  |  | Втрачено | Втрачено | Втрачено | Втрачено | Втрачено | Втрачено |          |          | Втрачено | Втрачено | Втрачено | Втрачено | Втрачено  | Втрачено  |           |           | Втрачено  | Втрачено  | Втрачено | Втрачено | Втрачено | Втрачено |          |          | Втрачено | Втрачено | Втрачено | Втрачено | Втрачено | Втрачено |  |  |
| Еґберт | Еґберт | Еґберт | Еґберт | Еґберт     | Еґберт     |            |            | Редбурґа   | Редбурґа   | Редбурґа | Редбурґа | Редбурґа  | Редбурґа  |           |           | Ослак     | Ослак     | Ослак | Ослак | Ослак   | Ослак   |         |         | Втрачено | Втрачено | Втрачено | Втрачено | Втрачено | Втрачено |  |  | Втрачено | Втрачено | Втрачено | Втрачено | Втрачено | Втрачено |          |          | Втрачено | Втрачено | Втрачено | Втрачено | Втрачено  | Втрачено  |           |           | Втрачено  | Втрачено  | Втрачено | Втрачено | Втрачено | Втрачено |          |          | Втрачено | Втрачено | Втрачено | Втрачено | Втрачено | Втрачено |  |  |
|        |        |        |        |            |            |            |            |            |            |          |          |           |           |           |           |           |           |       |       |         |         |         |         |          |          |          |          |          |          |  |  |          |          |          |          |          |          |          |          |          |          |          |          |           |           |           |           |           |           |          |          |          |          |          |          |          |          |          |          |          |          |  |  |
|        |        |        |        | Етельвульф | Етельвульф | Етельвульф | Етельвульф | Етельвульф | Етельвульф |          |          |           |           |           |           |           |           |       |       | Осбурґа | Осбурґа | Осбурґа | Осбурґа | Осбурґа  | Осбурґа  |          |          |          |          |  |  |          |          |          |          | Етельред | Етельред | Етельред | Етельред | Етельред | Етельред |          |          |           |           |           |           |           |           |          |          | Втрачено | Втрачено | Втрачено | Втрачено | Втрачено | Втрачено |          |          |          |          |  |  |
|        |        |        |        | Етельвульф | Етельвульф | Етельвульф | Етельвульф | Етельвульф | Етельвульф |          |          |           |           |           |           |           |           |       |       | Осбурґа | Осбурґа | Осбурґа | Осбурґа | Осбурґа  | Осбурґа  |          |          |          |          |  |  |          |          |          |          | Етельред | Етельред | Етельред | Етельред | Етельред | Етельред |          |          |           |           |           |           |           |           |          |          | Втрачено | Втрачено | Втрачено | Втрачено | Втрачено | Втрачено |          |          |          |          |  |  |
|        |        |        |        |            |            |            |            |            |            |          |          |           |           |           |           |           |           |       |       |         |         |         |         |          |          |          |          |          |          |  |  |          |          |          |          |          |          |          |          |          |          |          |          |           |           |           |           |           |           |          |          |          |          |          |          |          |          |          |          |          |          |  |  |
|        |        |        |        |            |            |            |            |            |            |          |          | Альфред I | Альфред I | Альфред I | Альфред I | Альфред I | Альфред I |       |       |         |         |         |         |          |          |          |          |          |          |  |  |          |          |          |          |          |          |          |          |          |          |          |          | Еальсвіта | Еальсвіта | Еальсвіта | Еальсвіта | Еальсвіта | Еальсвіта |          |          |          |          |          |          |          |          |          |          |          |          |  |  |
|        |        |        |        |            |            |            |            |            |            |          |          | Альфред I | Альфред I | Альфред I | Альфред I | Альфред I | Альфред I |       |       |         |         |         |         |          |          |          |          |          |          |  |  |          |          |          |          |          |          |          |          |          |          |          |          | Еальсвіта | Еальсвіта | Еальсвіта | Еальсвіта | Еальсвіта | Еальсвіта |          |          |          |          |          |          |          |          |          |          |          |          |  |  |
|        |        |        |        |            |            |            |            |            |            |          |          |           |           |           |           |           |           |       |       |         |         |         |         |          |          |          |          |          |          |  |  |          |          |          |          |          |          |          |          |          |          |          |          |           |           |           |           |           |           |          |          |          |          |          |          |          |          |          |          |          |          |  |  |
|        |        |        |        |            |            |            |            |            |            |          |          |           |           |           |           |           |           |       |       |         |         |         |         |          |          |          |          | Едвард   |          |  |  |          |          |          |          |          |          |          |          |          |          |          |          |           |           |           |           |           |           |          |          |          |          |          |          |          |          |          |          |          |          |  |  |